# Bilal Philips
 (janvier 2021).
La mise en forme du texte ne suit pas les recommandations de Wikipédia : il faut le « wikifier ».
Les points d'amélioration suivants sont les cas les plus fréquents. Le détail des points à revoir est peut-être précisé sur la page de discussion.
- Les titres sont pré-formatés par le logiciel. Ils ne sont ni en capitales, ni en gras.
- Le texte ne doit pas être écrit en capitales (les noms de famille non plus), ni en gras, ni en italique, ni en « petit »…
- Le gras n'est utilisé que pour surligner le titre de l'article dans l'introduction, une seule fois.
- L'italique est rarement utilisé : mots en langue étrangère, titres d'œuvres, noms de bateaux, etc.
- Les citations ne sont pas en italique mais en corps de texte normal. Elles sont entourées par des guillemets français : « et ».
- Les listes à puces sont à éviter, des paragraphes rédigés étant largement préférés. Les tableaux sont à réserver à la présentation de données structurées (résultats, etc.).
- Les appels de note de bas de page (petits chiffres en exposant, introduits par l'outil «  Source ») sont à placer entre la fin de phrase et le point final[comme ça].
- Les liens internes (vers d'autres articles de Wikipédia) sont à choisir avec parcimonie. Créez des liens vers des articles approfondissant le sujet. Les termes génériques sans rapport avec le sujet sont à éviter, ainsi que les répétitions de liens vers un même terme.
- Les liens externes sont à placer uniquement dans une section « Liens externes », à la fin de l'article. Ces liens sont à choisir avec parcimonie suivant les règles définies. Si un lien sert de source à l'article, son insertion dans le texte est à faire par les notes de bas de page.
- La présentation des références doit suivre les conventions bibliographiques. Il est recommandé d'utiliser les modèles {{Ouvrage}}, {{Chapitre}}, {{Article}}, {{Lien web}} et/ou {{Bibliographie}}. Le mode d'édition visuel peut mettre en forme automatiquement les références.
- Insérer une infobox (cadre d'informations à droite) n'est pas obligatoire pour parachever la mise en page.

Pour une aide détaillée, merci de consulter Aide:Wikification.
Si vous pensez que ces points ont été résolus, vous pouvez retirer ce bandeau et améliorer la mise en forme d'un autre article.
Abu Ameenah Bilal Philips, (né Dennis Bradley Philips, 1946) est un enseignant, conférencier, auteur, fondateur et chancelier de l'université islamique en ligne (Islamic Online University), qui vit au Qatar. Il apparaît sur Peace TV, une chaîne de télévision par satellite islamique ouverte 24h / 24,. Il se considère comme un salafiste qui prône une forme traditionnelle et littérale de l'islam. JM Berger, le décrit comme un exemple de prédicateur et leader d'opinion du monde musulman "qui croit clairement et prêche dans des termes souvent émouvants que la civilisation occidentale existe en conflit avec la civilisation islamique, mais qui... s'arrête avant d'approuver ouvertement la violence."
En raison de ce que ses critiques appellent des « opinions extrémistes », Philips a été interdit d'entrer au Royaume-Uni, en Australie, au Danemark et au Kenya. Interdit également de rentrer en Allemagne, ordonné de quitter le Bangladesh, et arrêté aux Philippines pour « incitation et recrutement de personnes à mener des activités terroristes ». Philips a répondu à ces critiques en déclarant qu'il est un modéré qui n'approuve pas le terrorisme ou l'utilisation d'attentats suicides dans l'Islam,. Certains défenseurs des droits civiques ont défendu Philips et critiqué son expulsion, affirmant qu'il était persécuté religieusement.

## Biographie

### Jeunesse
Philips est né à Kingston, en Jamaïque, mais a grandi à Toronto, Ontario, Canada.

### Éducation
Philips avait rencontré l'Islam à plusieurs reprises au cours de ses voyages, mais le livre qui l'avait convaincu était Islam, La Religion incomprise (Islam, The Misunderstood Religion) de Muhammad Qutb, le jeune frère de Sayyid Qutb.
Il a obtenu son diplôme de BA de l'université islamique de Médine et sa maîtrise en ʿAqīdah (théologie islamique) de l'université du Roi-Saoud à Riyad, puis à l'université du pays de Galles, St.David 's University College (aujourd'hui université du pays de Galles Trinity Saint David). Là, au Campus Lampeter, il a terminé sa thèse de doctorat en 1993, Exorcisme dans l'Islam.

### Prédication et carrière
Philips a enseigné les études islamiques pendant dix ans dans un lycée islamique de Riyad et a également été professeur d'arabe et d'études islamiques à l'université américaine de Dubaï pendant 10 ans. Il enseigne également à l'université d'Ajman (AU) aux Émirats arabes unis. Pendant la première Guerre du Golfe, Philips a organisé des réunions de renaissance religieuse islamique pour les troupes américaines stationnées en Arabie saoudite, au cours desquelles (selon Philips) il a converti des milliers de soldats à l'islam. Selon l'auteur de la lutte contre l'extrémisme JM Berger, certains des militaires américains qui ont participé à son programme de renaissance ont ensuite été recrutés comme formateurs volontaires dans la guerre de Bosnie de 1992-95.

#### Université islamique en ligne
Philips a fondé l'université islamique en ligne au Qatar en 2001,.

## Points de vue
Concernant sa déclaration « La culture occidentale, dirigée par les États-Unis, est l'ennemie de l'islam », il a expliqué dans une interview avec Austrolabe qu'elle avait été sortie de son contexte et qu'il citait la célèbre déclaration de Samuel P. Huntington sur le choc des civilisations. Interrogé dans une interview avec l'auteur Berger sur sa déclaration dans une conférence précédente selon laquelle « il croyait au" choc des civilisations" et que l'Amérique était l'ennemi de l'islam », il explique qu'il s'oppose à l'effort de "la civilisation occidentale mondialisée". pour "pousser... la démocratie laïque... dans la gorge du reste du monde".

Philips a déclaré que le viol dans le mariage n'existe pas en Islam, :
[En] Islam, une femme est obligée de se donner à son mari et il ne peut pas être accusé de viol. Bien sûr, si une femme est physiquement malade ou épuisée, son mari doit prendre son état en considération et ne pas s'imposer à elle.
Phillips avait précédemment déclaré dans une conférence et dans l'un de ses livres que les kamikazes sont injustement critiqués, car ils ne commettent pas vraiment le suicide qui est interdit dans l'Islam, mais font preuve de bravoure en commettant une opération militaire. Cependant, il déclarera plus tard dans une interview de 2010 qu'il pense que les attentats-suicides ne sont pas conformes à la loi islamique.
Quand vous regardez l'esprit du kamikaze, c'est une intention totalement différente... L'[ennemi] est soit trop lourdement armé, soit il n'a pas le type d'équipement qui peut faire face, donc la seule autre option qu'il a est d'essayer de faire entrer des gens parmi eux et de faire exploser les charges qu'ils ont. pour essayer de détruire l'équipement et de sauver la vie de leurs camarades. Ce n'est donc pas vraiment considéré comme un suicide au vrai sens du terme. Il s'agit d'une action militaire et des vies humaines sont sacrifiées dans cette action militaire. C'est vraiment l'essentiel pour cela et c'est ainsi que nous devrions l'envisager,.
Les idées de Philips sur les attentats-suicides ont fait la une des journaux après que le site Web du Luton Islamic Center, où un kamikaze avait adoré, se soit révélé contenir un lien vers une conférence de Philips dans laquelle il faisait "des commentaires utilisés pour justifier les attentats-suicides et des documents exposant l'antisémitisme et l'homophobie". Le président du Luton Islamic Center a déclaré que les commentaires de Philips publiés sur son site Web contenaient des erreurs et qu'ils n'auraient pas dû être catégorisés comme des «attentats suicides» parce qu'il faisait référence à des opérations militaires plutôt qu'à des innocents.
Dans une interview en Austrolabe, republiée dans Muslim Matters, Philips se qualifie lui-même de "modéré" et affirme qu'il est un extrémiste "sans fondement". Il a également déclaré qu'il était opposé à Al-Qaïda et à tout type de terrorisme au nom de l'islam.

## Les bannissements
Philips a été critiqué en Grande-Bretagne pour ses déclarations sur les kamikazes.
En 2007, il a été interdit d'entrer en Australie sur les conseils des agences de sécurité nationale.
En 2010, la ministre de l'Intérieur Theresa May a interdit à Philips d'entrer au Royaume-Uni pour avoir « des opinions extrémistes »,.
En avril 2011, Philips s'est vu interdire de rentrer en Allemagne en tant que persona non grata .
En 2012, Philips a été interdit d'entrer au Kenya en raison d'éventuels liens terroristes,,.
Philips a été désigné par le gouvernement américain comme co-conspirateur non accusé dans l'attentat à la bombe contre le World Trade Center en 1993,,,.
En 2014, l'éditeur d'un livre écrit par Philips et intitulé « Les fondamentaux du Tawhid » a été arrêté par des officiers armés lors d'un raid des institutions islamiques à Prague. 20 personnes ont été détenues pendant la prière du vendredi dans une mosquée et un centre communautaire. Les responsables de l'application de la loi ont affirmé que le livre de Philips « incite à la xénophobie et à la violence » et ont insisté sur le fait qu'il était raciste. Philips a défendu "avec véhémence" son livre, a nié qu'il tolérait le racisme, notant que des millions d'exemplaires avaient été publiés dans les communautés musulmanes du monde entier, et a déclaré que toute action contre le livre pouvait "constituer une attaque contre l'islam lui-même".
En juin 2014, les services de renseignement bangladais ont ordonné à Phillips, qui était venu à Dhaka pour donner des conférences, de quitter le pays,.
En septembre 2014, Philips a été arrêté aux Philippines pour « incitation et recrutement de personnes à mener des activités terroristes »,,. Il devait être expulsé par les autorités philippines de l'immigration après que la police l'ait arrêté dans le sud de la ville de Davao. Eddie Delima, un agent d'immigration à Davao a déclaré : "Il est classé comme indésirable en raison de ses opinions extrémistes et de ses liens possibles avec des groupes terroristes". Le directeur de la police nationale philippine dans le sud de Mindanao, a déclaré que Philips était interrogé pour ses liens possibles avec des groupes terroristes, notamment l'EI (État islamique en Irak et en Syrie). Il a été expulsé des Philippines vers le Canada,. Philips a nié les accusations portées par les responsables philippins et a nié les liens avec des groupes terroristes. Certains chefs religieux et défenseurs des droits civiques ont défendu Philips et critiqué son expulsion des Philippines, arguant qu'il n'avait rien fait de mal et qu'il avait été victime de persécutions religieuses.
Dans le numéro d'avril 2016 du magazine Dabiq, l'État islamique d'Irak et du Levant, a déclaré Philips comme un murtadd (ou apostat) et a menacé de le tuer pour avoir dénoncé l'EI,,.
L'un des ouvrages de Philip intitulé The Fundamentals of Tauheed a été qualifié d'« extrémiste » par le His Majesty's Prison Service . En conséquence, ce livre a maintenant été retiré et banni des prisons.
En mai 2017, Philips a été interdit d'entrer au Danemark  avec d'autres prédicateurs dont Salmân al-'Awdah et Terry Jones.